# 商业鱼饲料

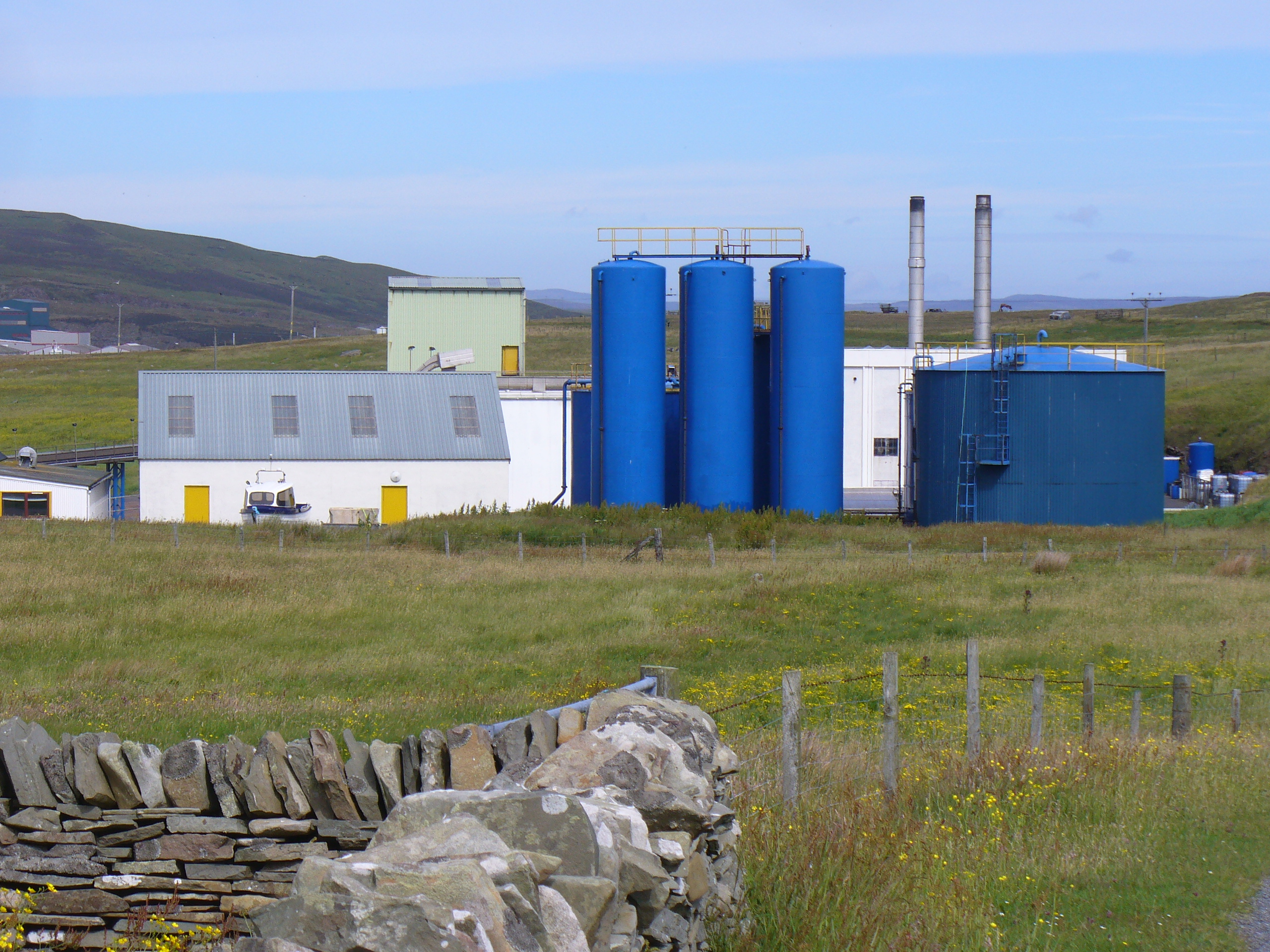
鱼粉厂

正在吃商业鱼饲料的斗鱼

人造饲料是现代商业水产养殖的一个重要组成部分，为养殖鱼类提供所需的均衡营养。颗粒或球状的饲料以稳定和浓缩的形式提供营养，使鱼能够有效地进食并充分发挥其潜力。
当今世界上许多比较集中养殖的鱼类都是肉食性的，例如大西洋鲑鱼、鳟鱼、鲈鱼和多宝鱼。在现代水产养殖的发展过程中，从 20 世纪 70 年代开始，鱼粉和鱼油是这些物种饲料的关键成分。它们与其他成分如植物蛋白、谷物、维生素和矿物质等其他成分结合在一起制成颗粒饲料。例如，小麦被广泛使用，因为它有助于结合颗粒中的成分。
正在使用的其他形式的鱼饲料包括完全用植物材料制作的饲料，如鲤鱼，一些物种喜欢的潮湿饲料（更容易制作，但更难储存），以及垃圾鱼--即捕到的鱼，直接喂给在水产养殖圈中饲养的大型物种。

## 孵化场饲料
为鱼类孵化场生产专门的饲料。在诸如鲑鱼和鳟鱼等物种中，新孵化的鱼苗首先从卵黄囊中摄取营养，然后可以用开食料喂养。海洋物种，如海鲈鱼、海鲷鱼、比目鱼和大菱鲆，在孵化后的头几天消耗其卵黄囊中的营养，然后在几个星期内以活的猎物为食，以轮虫和丰年虾的形式食用活猎物数周（卤虫）。

## 人造饲料的发展
直到第二次世界大战结束，大多数鱼类孵化场都依赖生肉（尤其是马肉）作为鳟鱼的主食。 在20世纪50年代初，John E. (Red) Hanson 在为新墨西哥州狩猎和渔业部门工作时，开始试验日常饮食和干颗粒配方。第一批鱼饲料颗粒被引入陶斯附近红河孵化场的鳟鱼孵化场。这种颗粒饲料提高了食物摄入量与鱼产量的转换率，并导致孵化场更广泛地采用鱼饲料颗粒。 

## 可持续性

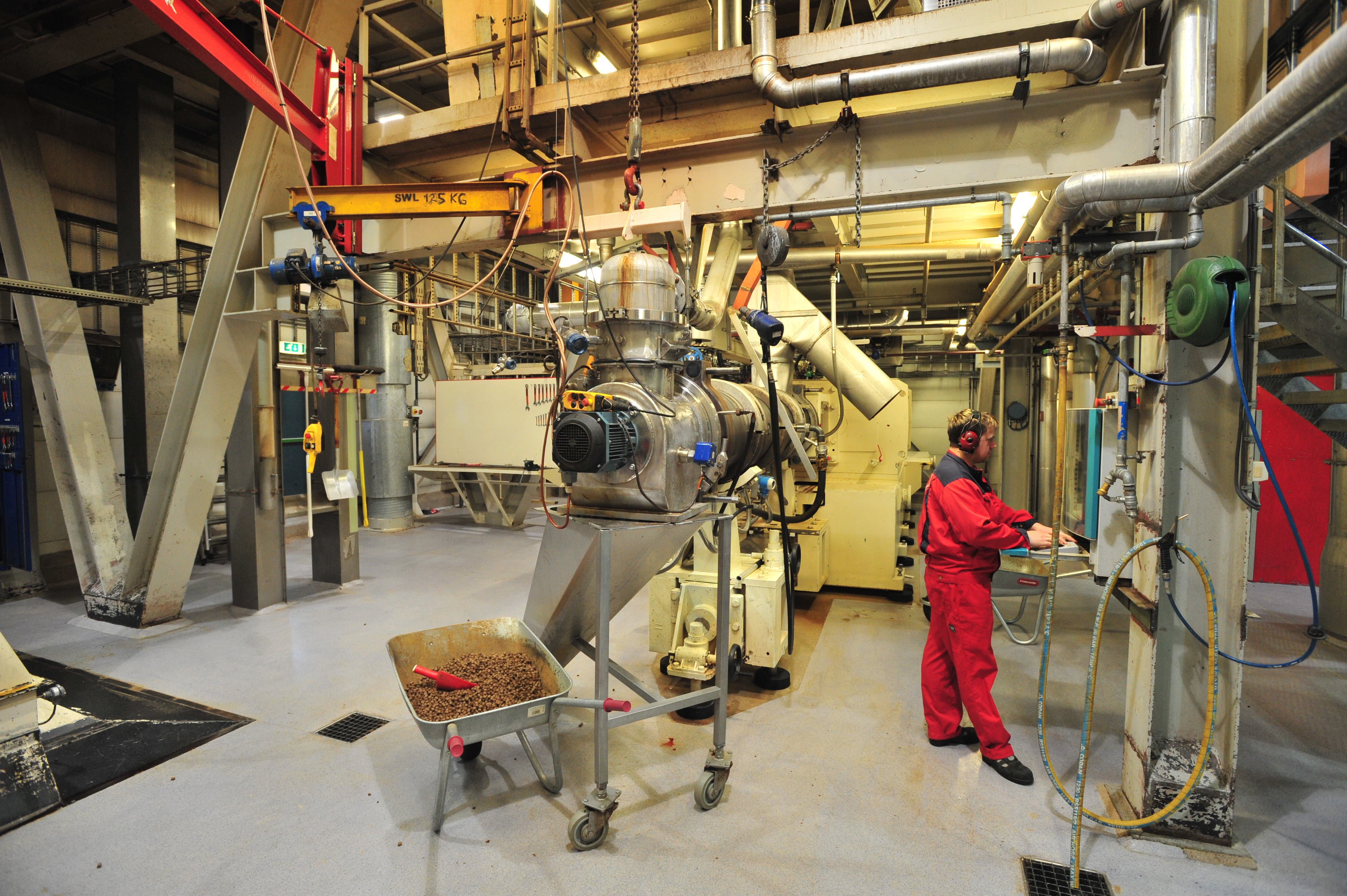
挪威Stokmarknes的鱼饲料生产

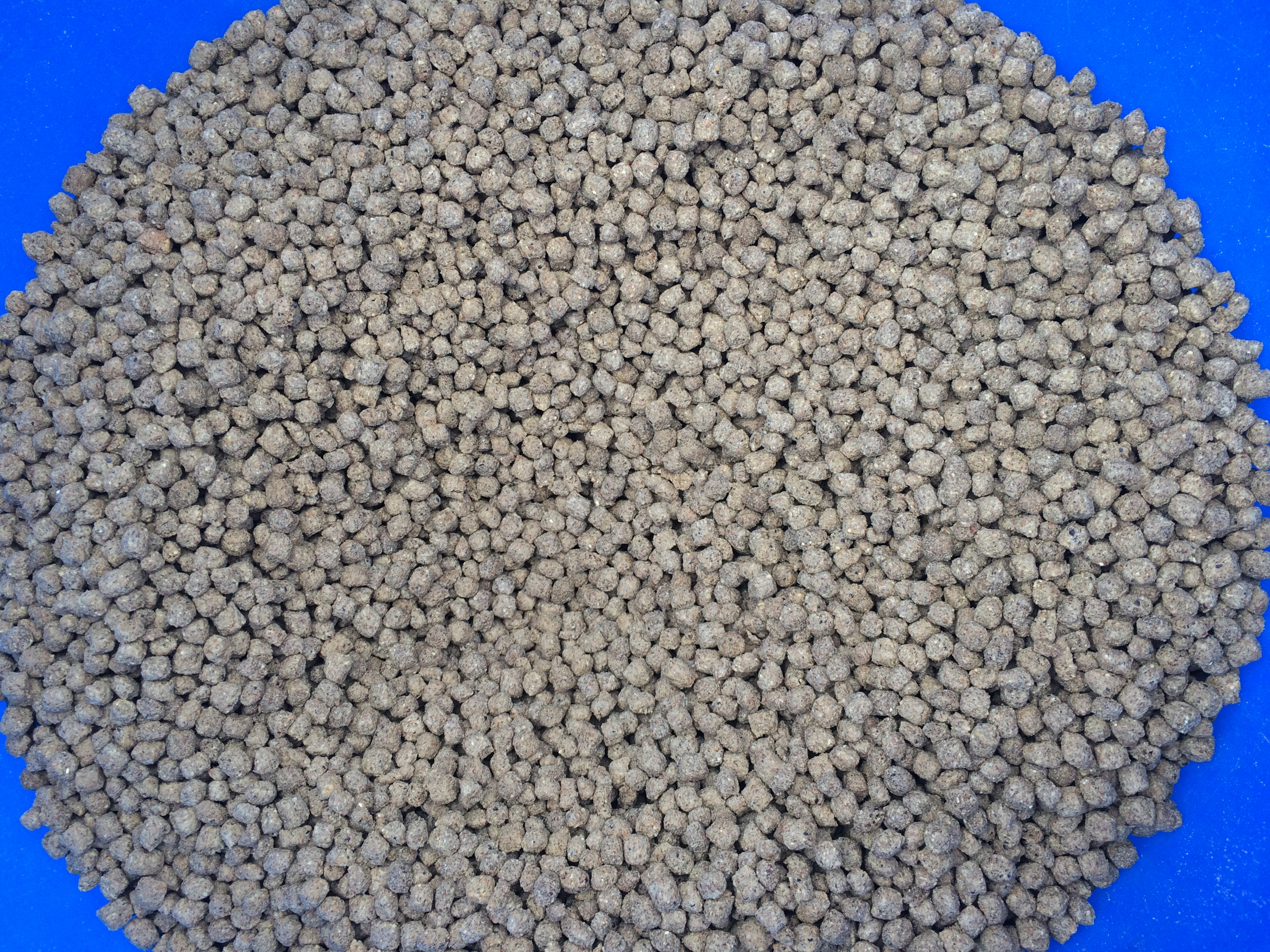
干鱼饲料颗粒

传统上，两种最重要的成分是鱼粉和鱼油。这些成分主要来自于对野生捕捞的鱼的加工，通常是不适合加工为人类食用的远洋鱼种。用于人类消费的鱼比用于制作鱼粉的鱼价格要高。鱼粉渔业通常被称为减量渔业。世界上最大的减量渔场在太平洋，在秘鲁和智利沿海，由这些国家的政府管理。北大西洋是鱼粉和鱼油的另一个重要来源。许多主要供应商属于国际鱼粉和鱼油组织。 
鱼粉是一种棕色的、类似面粉的材料，由专业生产商对鱼进行烹调、压榨、干燥和研磨而成。鱼油实际上是这一过程的副产品，被证明是鱼类能量和脂肪酸的丰富来源，包括重要的长链omega-3 脂肪酸EPA 和 DHA 现在与饮食相关的健康益处相关油性鱼类，如鲑鱼和鲭鱼。一般来说，鱼也是许多维生素和矿物质的良好来源，并且经常被政府食品机构推荐为健康饮食的一部分。    
目前研究和开发的动力是通过用植物蛋白和油补充鱼粉和鱼油来实现水产养殖。 其他潜在的原材料资源也正在探索中。例如，例如，美国生物技术公司BioTork正在试点使用原材料，如无法销售的木瓜和生物柴油生产的副产品，以生产鱼饲料成分， 以及将农业废弃物喂给藻类和真菌，这些藻类和真菌制造了一些鱼食所需的蛋白质和 omega-3 油。 美国生物技术公司Calysta和英国/丹麦生物技术公司 Unibio 于 2016 年在英国和丹麦开设了小型工厂，利用天然气生产鱼饲料 2020 年，科学家们报告了一种基于微藻的无鱼水产养殖饲料的开发，在可持续性、性能、经济可行性和人类健康方面都有很大收获。该饲料由富含蛋白质的Nannochloropsis oculata脱脂生物质和富含DHA的Schizochytrium sp.的全细胞组成，发现其在生长、增重、特定生长率、最佳饲料转化率和鱼类营养含量方面比海洋来源的鱼粉和鱼油的参考饮食表现更好。 

## 现代鱼饲料

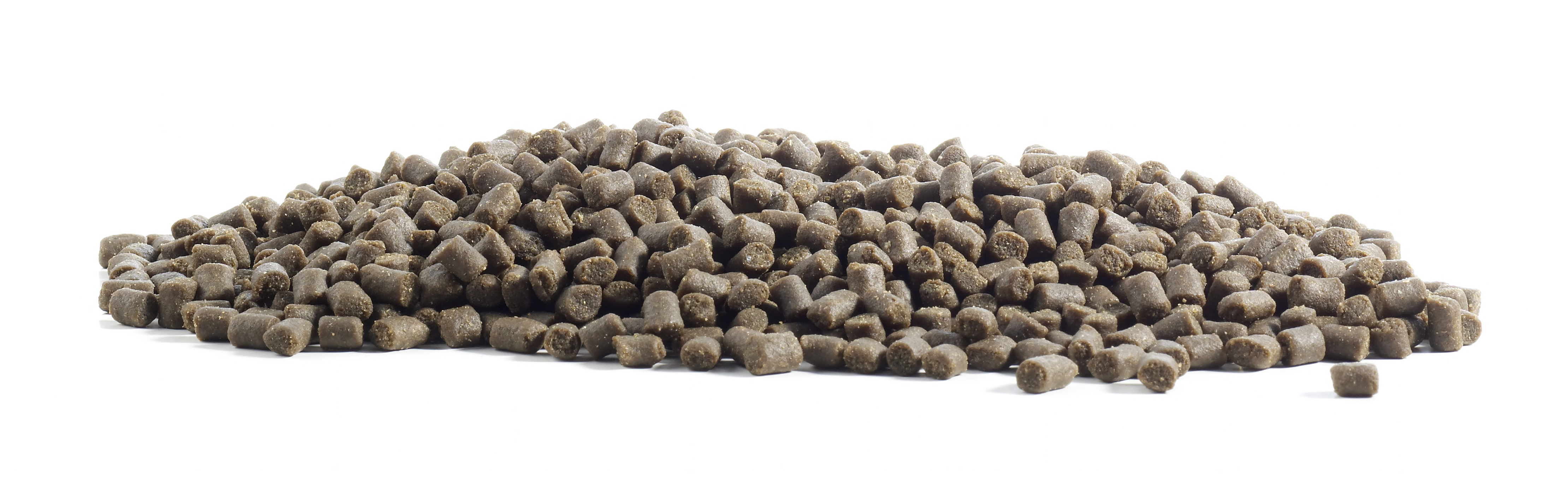
膨化鱼饲料

现代鱼饲料是通过研磨和混合配料制成的，如鱼粉、植物蛋白和结合剂，如小麦。在目前的技术中，鱼饲料挤出机在生产线上发挥着关键作用。尽管鱼饲料生产的大部分过程发生在挤压机中，但研磨和混合会高度影响最终产品的质量。 颗粒被干燥并加入油。调整温度和压力等参数使制造商能够制造适合不同鱼类养殖方法的颗粒，例如浮动或缓慢下沉的饲料和适合循环系统的饲料。干饲料颗粒在相对长的时间内是稳定的，便于储存和分配。饲料是散装的，大袋装-通常是一吨，或25公斤袋装。提供较小数量的专业饲料，用于鱼类孵化场。 
鱼饲料机工作原理
1. 鱼饲料的原料经过粉碎和混合后，将被均匀地送入挤压室。挤压室中的空间将随着材料的挤压方向而变小。挤压力也会越来越大。
2. 在挤压室中，物料在两个螺套之间被挤压、摩擦和剪切，挤压室中的物料结构会随着温度和压力的增加而改变，这将使淀粉进一步糊化，改变蛋白质的特性，并杀死有害细菌。
3. 由于高温高压的物料不断从模板的模孔中挤出，进入大气中，压力和温度骤然下降，使颗粒的体积迅速膨胀，水分迅速蒸发，最后脱水凝固成挤出的鱼饲料颗粒。 [15]

## 也可以看看
- 丰年虾水产养殖
- 观赏鱼饲料
- John Halver——鱼类营养之父
- 虾仁拌
- Skretting 水产养殖研究中心

## 笔记
1. ↑  .   [2023-03-22]. （原始内容存档于2015-02-14）.
2. ↑  Sigler JW and Sigler WF (1986) "History of fish hatchery development in the Great Basin states of Utah and Nevada" The Great Basin Naturalist, 46 (4): 583–594.
3. ↑  .   [2023-03-22]. （原始内容存档于2020-08-20）.
4. ↑  .   [2010-11-15]. （原始内容存档于2010-11-10）.
5. ↑  Food Standards Agency, UK 的存檔，存档日期2010-10-07.
6. ↑  .   [2023-03-22]. （原始内容存档于2011-03-27）.
7. ↑  .   [2023-03-22]. （原始内容存档于2011-02-22）.
8. ↑  . aquafeedmachine.com.   [2023-03-22]. （原始内容存档于2023-06-01）.
9. ↑  .   [2023-03-22]. （原始内容存档于2016-04-14）.
10. ↑  .   [2023-03-22]. （原始内容存档于2016-03-04）.
11. ↑  Le Page, Michael. . New Scientist. 2016-11-19  [2016-12-11]. （原始内容存档于2020-10-12） （美国英语）.
12. ↑  . phys.org.   [9 December 2020]. （原始内容存档于2023-03-22） （英语）.
13. ↑  .   [2023-03-22]. （原始内容存档于2021-12-04）.
14. ↑  .   [2023-03-13]. （原始内容存档于2023-03-13） （美国英语）.
15. ↑  . aquafeedmachine.com.   [2023-03-11]. （原始内容存档于2023-06-01） （美国英语）.